# (18072) 2000 CL71
(18072) 2000 CL71 es un asteroide perteneciente al cinturón de asteroides, región del sistema solar que se encuentra entre las órbitas de Marte y Júpiter.
Fue descubierto el 7 de febrero de 2000 por el equipo del LINEAR desde el Laboratorio Lincoln, Socorro, Nuevo Mexico.

## Designación y nombre
Designado provisionalmente como 2000 CL71

## Características orbitales
(18072) 2000 CL71 está situado a una distancia media del Sol de 2,551 ua, pudiendo alejarse hasta 2,934 ua y acercarse hasta 2,168 ua. Su excentricidad es 0,150 y la inclinación orbital 14,504 grados. Emplea 1488,31 días en completar una órbita alrededor del Sol.

## Características físicas
La magnitud absoluta de (18072) 2000 CL71 es 14,43. Tiene 4,450 km de diámetro y su albedo se estima en 0,204.